# 東方麗體魚
東方麗體魚，為輻鰭魚綱鱸形目隆頭魚亞目慈鯛科的其中一種，分布於南美洲巴西Ceará、Pernambuco、Grande do Norte、Paraíba河流域，體長可達13.6公分，棲息在河川中底層水域，生活習性不明，可做為觀賞魚。

## 擴展閱讀
維基物種上的相關：東方麗體魚